# Sciapus nubillipennis
Sciapus nubillipennis är en tvåvingeart som först beskrevs av Van Duzee 1927.  Sciapus nubillipennis ingår i släktet Sciapus och familjen styltflugor.
Artens utbredningsområde är Puerto Rico. Inga underarter finns listade i Catalogue of Life.